# Департамент безопасности экспортных нефтегазовых трубопроводов Азербайджана
Департамент безопасности экспортных нефтегазовых трубопроводов (азерб. İxrac Neft və Qaz Boru Kəmərlərinin Təhlükəsizliyi İdarəsinin) — департамент создан с целью охраны экспортных нефтегазовых трубопроводов Азербайджана.

## История
Департамент безопасности экспортных нефтегазовых трубопроводов создан 31 мая 2003 года указом президента Азербайджана.

## Задачи
- Обеспечение безопасности экспортных нефтегазопроводов, проходящих через земли — Сангачальского нефтяного терминала, компрессорных и измерительных станций, трубопроводов и других объектов.

- Защита трубопроводов объектов с помощью мобильного оборудования.

- Проведение режима доступа персонала и транспортных средств на территорию трубопровода.

- Предотвращению чрезвычайных случаев.

- Проведение совместных мер защиты и составление плана командно-штабных учений с министерствами обороны, внутренних дел, национальной безопасности и Государственной пограничной службы, и центральных органах исполнительной власти для того, чтобы установить надежную систему обороны на территории вблизи линии фронта и государственной границы, действовать в соответствии оперативной обстановкой, для предотвращения вступления диверсионных групп на эти территории во время строительства и эксплуатации экспортных трубопроводов.

## Объекты охраны
- Баку — Тбилиси — Джейхан
  - Сангачальский терминал
  - Кюрдамирская станция передачи
  - Евлахская насосная станция
  - Трубопровод — 443 км
  - Дорога — 19

- Баку — Супса
  - Гаджикабулская насосная станция
  - Аликендская насосная станция
  - Гаракемерлинская насосная станция
  - Трубопровод — 456 км
  - Дорога — 26

- Баку — Новороссийск
  - Сумгаитская насосная станция
  - Сиязанская насосная станция
  - Ширвановская измерительная станция
  - Трубопровод — 230 км
  - Дорога — 18